# Yoshiyuki Kobayashi
Yoshiyuki Kobayashi (小林 慶行 Kobayashi Yoshiyuki?, nacido el 27 de enero de 1978 en Saitama) es un exfutbolista japonés. Jugaba de centrocampista y su último club fue el Albirex Niigata de Japón.

## Trayectoria

### Clubes
| Club            | País  | Año         |
| --------------- | ----- | ----------- |
| Tokyo Verdy     | Japón | 1999 - 2005 |
| Omiya Ardija    | Japón | 2006 - 2009 |
| Kashiwa Reysol  | Japón | 2009        |
| Albirex Niigata | Japón | 2010 - 2012 |

## Estadística de carrera

### J. League
| Club            | Año   | J. League | J. League | Copa J. League | Copa J. League | Total | Total |
| Club            | Año   | Part.     | Goles     | Part.          | Goles          | Part. | Goles |
| --------------- | ----- | --------- | --------- | -------------- | -------------- | ----- | ----- |
| Verdy Kawasaki  | 1999  | 30        | 2         | 3              | 0              | 33    | 2     |
| Verdy Kawasaki  | 2000  | 11        | 0         | 2              | 0              | 13    | 0     |
| Tokyo Verdy     | 2001  | 19        | 0         | 0              | 0              | 19    | 0     |
| Tokyo Verdy     | 2002  | 23        | 1         | 0              | 0              | 23    | 1     |
| Tokyo Verdy     | 2003  | 18        | 1         | 4              | 1              | 22    | 2     |
| Tokyo Verdy     | 2004  | 29        | 4         | 8              | 2              | 37    | 6     |
| Tokyo Verdy     | 2005  | 26        | 2         | 6              | 2              | 32    | 4     |
| Omiya Ardija    | 2006  | 28        | 4         | 5              | 0              | 33    | 4     |
| Omiya Ardija    | 2007  | 33        | 3         | 6              | 1              | 39    | 4     |
| Omiya Ardija    | 2008  | 25        | 3         | 6              | 0              | 31    | 3     |
| Omiya Ardija    | 2009  | 5         | 0         | 1              | 0              | 6     | 0     |
| Kashiwa Reysol  | 2009  | 10        | 0         | 1              | 0              | 11    | 0     |
| Albirex Niigata | 2010  | 28        | 0         | 5              | 0              | 33    | 0     |
| Albirex Niigata | 2011  | 24        | 0         | 2              | 0              | 26    | 0     |
| Albirex Niigata | 2012  | 1         | 0         | 3              | 0              | 4     | 0     |
| Total           | Total | 310       | 20        | 52             | 6              | 362   | 26    |

## Palmarés

### Títulos nacionales
| Título             | Club        | País  | Año  |
| ------------------ | ----------- | ----- | ---- |
| Copa del Emperador | Tokyo Verdy | Japón | 2004 |